# حرب ترانسنيستريا
حرب ترانسنيستريا هو نزاع مسلح كان بين إنفصاليي ترانسنيستريا وبين حكومة مولدوفا، وقع النزاع بعد إعلان استقلال مولدوفا عن الاتحاد السوفيتي في سنة 1991 وحل الاتحاد السوفييتي، بدأت بوادر تشكيل حكومة ليبرالية قومية في مولدوفا وهذا ما لم يرغب به سكان ترانسنستريا ألذين أغلب سكانهم من الروس والأوكران حيث فضلوا تشكيل حكومة شيوعية مماثلة للإتحاد السوفييتي وفي 1 مارس 1992 قام الجيش والشرطة المولدوفية بإطلاق النار على مؤيدي الانفصال لتبدأ الحرب بينهم، ساندت كُل من روسيا وأوكرانيا ترانسنيستريا بينما ساندت رومانيا التي تخلصت أيضاً من الحُكُم الشيوعي شقيقتها مولدوفا، استمرت الاشتباكات إلى يوم 21 يوليو 1992 حيث حُل الخلاف بواسطة من منظمة الأمن والتعاون في أوروبا وليتوانيا حيث تم الإتفاق بين الطرفين على استقلال ترانسنستريا من دون اعتراف أي دولة بها.

## الخلفية

### الخلفية التاريخية
قبل الاحتلال السوفيتي لبيسارابيا وبوكوفينا الشمالية وتأسيس جمهورية مولدوفا الاشتراكية السوفيتية في عام 1940، كان الجزء التابع لبيسارابيا في مولدوفا، أي الجزء الواقع على الغرب من نهر دنيستر (نيسترو)، جزءًا من رومانيا (1918–1940). استنكرت مولدوفا الحالية الاتفاق الألماني السوفييتي بين الاتحاد السوفيتي وألمانيا النازية، والذي أدى إلى أحداث عام 1940، وأعلنت مولدوفا أن الاتفاق «باطل ولاغ» في إعلان استقلالها عام 1991.  ولكن بعد تفكك الاتحاد السوفيتي، بقيت التغيرات الإقليمية الناتجة عن الاتفاق سارية.
قبل تأسيس جمهورية مولدوفا الاشتراكية السوفيتية، كانت ترانسنيستريا الحالية جزءًا من جمهورية أوكرانيا الاشتراكية السوفيتية، كجمهورية مستقلة سُميت الجمهورية الاشتراكية السوفيتية ذاتية الحكم في مولدافيا، وكانت تيراسبول عاصمةً لها في الفترة (1924–1940). تمثل ترانسنيستريا أكثر من عشر إقليم مولدوفا بقليل.

### الخلفية السياسية
خلال السنوات الأخيرة من الثمانينيات، كان المشهد السياسي في الاتحاد السوفيتي يتغير بسبب سياسات البيريسترويكا والغلاسنوست التي اتبعها ميخائيل غورباتشوف وسمحت بالتعددية السياسية على المستوى الإقليمي (الجمهوري). في جمهورية مولدوفا الاشتراكية السوفيتية، كما هو الحال في العديد من الأجزاء الأخرى في الاتحاد السوفيتي، أصبحت الحركات القومية القوة السياسية الأكثر تأثيرًا. مع إظهار تلك الحركات للمشاعر الوطنية بشكل متزايد وتعبيرها عن نيتها في الخروج من الاتحاد السوفيتي من أجل الاتحاد مع رومانيا، واجهوا معارضة متزايدة من الأقليات الإثنية المتحدثة بالروسية داخل الجمهورية. ظهرت تلك المعارضة للاتجاهات الجديدة والسياسات المستقبلية المحتملة بشكل أكثر وضوحًا في ترانسنيستريا، حيث كانت أعداد المولدوفيين الإثنيين (39.9%)، على عكس بقية أجزاء جمهورية مولدوفا الاشتراكية السوفيتية، أقل من أعداد الروس والأوكرانيين معًا (53.8%) طبقًا لتعداد 1989 في ترانسنيستريا، ويرجع ذلك بدرجة كبيرة إلى الهجرة خلال الحقبة السوفيتية.
بينما يعتقد البعض أن مزيج التاريخ المتميز (خاصة 1918–1940) والخوف من التمييز بواسطة المولدوفيين، قد ساهم في تأجيج المشاعر الانفصالية، بينما يعتقد آخرون أن التوترات الإثنية وحدها فشلت في التعبير عن ديناميات الصراع. طبقًا لجون ماكينلاي وبيتر كروس، اللذان أجريا دراسة استنادًا على تقارير الخسائر، فإن أعدادًا كبيرة من الترانسنيستريين والمولدوفيين قد قاتلوا معًا على طرفي الصراع. يعتقد الباحثان أن الصراع سياسي في طبيعته.
في 31 أغسطس 1989، أصدر السوفيات الأعلى لجمهورية مولدوفا الاشتراكية السوفيتية قانونين. جعل أحدهما اللغة المولدوفية اللغة الرسمية، بدلًا من الروسية، التي تُعتبر اللغة الرسمية الفعلية للاتحاد السوفيتي. ذكر القانون أيضًا الهوية اللغوية المولدوفية-الرومانية. حدد القانون الثاني عودة الأبجدية الرومانية اللاتينية. تعتبر اللغة المولدوفية المصطلح المستخدم في الاتحاد السوفيتي السابق للهجة المطابقة تقريبًا للغة الرومانية خلال 1940–1989. في 27 أبريل 1990، تبنى السوفيات الأعلى لجمهورية مولدوفا الاشتراكية السوفيتية العلم التقليدي ثلاثي الألوان (الأزرق والأصفر والأحمر) مع شعار النبالة وغيروا النشيد الوطني إلى استيقظ أيها الروماني! النشيد الوطني لرومانيا منذ عام 1989. لاحقًا في نفس العام (1990) أُزيلت كلمتا سوفيتية واشتراكية من اسم البلد الذي تغير إلى «جمهورية مولدوفا».
أدت تلك الأحداث، بالإضافة إلى نهاية نظام تشاوشيسكو في رومانيا المجاورة في ديسمبر 1989 وفتح الحدود جزئيًا بين رومانيا ومولدوفا في 6 مايو 1990، بالكثيرين في ترانسنيستريا ومولدوفا إلى الاعتقاد بأن الاتحاد بين رومانيا ومولدوفا كان حتميًا. ربما تسبب ذلك في مخاوف بين السكان المتحدثين بالروسية بأنهم سوف يُستثنون من غالبية جوانب الحياة العامة. منذ سبتمبر 1989، كان هناك مشاهد قوية للاحتجاجات في المنطقة ضد السياسات الإثنية للحكومة المركزية. تطورت الاحتجاجات إلى تكوين حركات انفصالية في غاغاوزيا وترانسنيستريا، والتي أملت في الاستقلال داخل جمهورية مولدوفا الاشتراكية السوفيتية، من أجل إبقاء اللغة الروسية والغاغاوزية كلغات رسمية. مع حظر السوفيات الأعلى الذي هيمن عليه القوميون لتلك المبادرات، أعلنت جمهورية غاغوز وترانسنيستريا الاستقلال عن مولدوفا وأعلنوا طلبهم بإعادة الانضمام للاتحاد السوفيتي كجمهوريات اتحادية مستقلة.